# Nko'o (Ndom)
Nko'o est un village de la Région du Littoral du Cameroun, situé dans la commune de Ndom. 

## Population et développement
En 1967, la population de Nko'o était de 204 habitants, essentiellement des Babimbi du peuple Bassa. La population de Nko'o était de 132 habitants dont 68 hommes et 64 femmes, lors du recensement de 2005.  